# Saison 2 de Banshee
Chronologie
Saison 1 Saison 3
Cette page présente les épisodes de la deuxième saison de la série télévisée Banshee.

## Distribution

### Acteurs principaux
- Antony Starr (VF : Jérôme Pauwels) : Lucas Hood (nom réel inconnu)
- Ivana Miličević (VF : Isabelle Gardien) : Anastasia / Carrie Hopewell
- Ulrich Thomsen (VF : Christian Brendel) : Kai Proctor
- Frankie Faison (VF : Med Hondo) : Sugar Bates
- Hoon Lee (VF : Frédéric Norbert) : Job
- Rus Blackwell (VF : Arnaud Arbessier) : Gordon Hopewell, procureur puis maire de Banshee
- Matt Servitto (VF : Jean-François Aupied) : Brock Lotus, shérif adjoint
- Trieste Kelly Dunn (VF : Laëtitia Lefebvre) : Siobhan Kelly, shérif adjoint
- Ryann Shane (VF : Joséphine Ropion) : Deva Hopewell
- Lili Simmons (VF : Julie Turin) : Rebecca Bowman
- Ben Cross (VF : François Siener) : M. Rabbit, père d'Anastasia
- Demetrius Grosse (en) (VF : Jean-Baptiste Anoumon) : Emmett Yawners, shérif adjoint
- Anthony Ruivivar (VF : Nessym Guetat) : Alex Longshadow

### Acteurs récurrents
- Matthew Rauch (VF : Charles Borg) : Clay Burton, assistant personnel de Kai Proctor
- Odette Annable (VF : Julie Dumas) : Nola Longshadow
- Harrison Thomas (VF : Alexandre Guansé) : Jason Hood
- Geno Segers (VF : Gilles Morvan) : Chayton Littlestone
- Déjà Dee (VF : Fily Keita) : Alma
- Gabriel Suttle : Max Hopewell
- Gil Birmingham (VF : Antoine Tomé) : George Hunter
- Julian Sands (VF : Patrick Préjean) : Yulich, prêtre ukrainien et frère de Rabbit
- Afton Williamson (VF : Fily Keita) : Alison Medding
- Željko Ivanek (VF : Gabriel Le Doze) : Agent Jim Racine

## Épisodes

### Épisode 1:Menu fretin
- États-Unis /  Canada : 10 janvier 2014 sur Cinemax / HBO Canada

- États-Unis : 731 000 téléspectateurs[1] (première diffusion)

- Zeljko Ivanek : Agent Racine
- Julian Sands : Priest
- Gil Birmingham : George Hunter
- Claire Bronson : Janie Kendall

### Épisode 2:L'Homme-tonnerre
- États-Unis /  Canada : 17 janvier 2014 sur Cinemax

- États-Unis : 316 000 téléspectateurs[2] (première diffusion)

- Peter Scanavino : Breece Connors
- Stephen Ware : Juge
- Afton Williamson : Alison Medding

### Épisode 3:Le Sentier de la guerre
- États-Unis /  Canada : 24 janvier 2014 sur Cinemax

- États-Unis : 364 000 téléspectateurs[3] (première diffusion)

- Geno Segers : Chayton Littlestone
- Gunnar Carrigan : Solomon Bowman
- Steve Coulter : Elijah Bowman
- Samantha Worthen : Miriam Bowman

### Épisode 4:Les Liens du sang
- États-Unis /  Canada : 31 janvier 2014 sur Cinemax

- États-Unis : 416 000 téléspectateurs[4] (première diffusion)

- Geno Segers : Chayton Littlestone
- Ólafur Darri Ólafsson : Jonah Lambrecht

### Épisode 5:La Vérité sur les licornes
- États-Unis /  Canada : 7 février 2014 sur Cinemax

- États-Unis : 591 000 téléspectateurs[5] (première diffusion)

### Épisode 6:Les Armées d'hommes seuls
- États-Unis /  Canada : 14 février 2014 sur Cinemax

- États-Unis : 550 000 téléspectateurs[6] (première diffusion)

- Andrew Howard : Quentin
- Harrison Thomas : Jason Hood
- Linds Edwards : Clover
- Nick Madrick : voyou
- Kieran Gallagher : voyou
- Bobby Jordan : voyou

### Épisode 7:Les Façons d'enterrer un homme
- États-Unis /  Canada : 21 février 2014 sur Cinemax
- France : 2 avril 2014 sur Canal+ Séries

- États-Unis : 270 000 téléspectateurs[7] (première diffusion)

### Épisode 8:Le Mal par le mal
- États-Unis /  Canada : 28 février 2014 sur Cinemax
- France : 2 avril 2014 sur Canal+ Séries

- États-Unis : 480 000 téléspectateurs[8] (première diffusion)

- Maya Dunbar : Juliet
- Joseph Sikora : Sharp
- Stephanie Northrup : Meg Yawners

### Épisode 9:Retour au pays
- États-Unis /  Canada : 7 mars 2014 sur Cinemax

- États-Unis : 354 000 téléspectateurs[9] (première diffusion)

- Julian Sands : Père Youlish
- Gil Birmingham : George Hunter
- Reg E. Cathey : Det. Julius Bonner
- Joseph Sikora : Sharp

### Épisode 10:Des balles et des larmes
- États-Unis /  Canada : 14 mars 2014 sur Cinemax

- États-Unis : 733 000 téléspectateurs[10] (première diffusion)

## Audiences
| N° d'épisode | Titre original           | Titre français                 | Chaîne  | Date de diffusion originale | Audience (en millions de téléspectateurs) | Réf    |
| ------------ | ------------------------ | ------------------------------ | ------- | --------------------------- | ----------------------------------------- | ------ |
| 1            | Little Fish              | Menu fretin                    | Cinemax | 10 janvier 2014             | 0.49                                      | [ 11 ] |
| 2            | The Thunder Man          | L'Homme-tonnerre               | Cinemax | 17 janvier 2014             | 0.42                                      | [ 11 ] |
| 3            | The Warrior Class        | Le Sentier de la guerre        | Cinemax | 24 janvier 2014             | 0.54                                      | [ 11 ] |
| 4            | Bloodlines               | Les Liens du sang              | Cinemax | 31 janvier 2014             | 0.51                                      | [ 11 ] |
| 5            | The Truth About Unicorns | La Vérité sur les licornes     | Cinemax | 7 février 2014              | 0.54                                      | [ 11 ] |
| 6            | Armies of One            | Les Armées d'hommes seuls      | Cinemax | 14 février 2014             | 0.55                                      | [ 11 ] |
| 7            | Ways to Bury a Man       | Les Façons d'enterrer un homme | Cinemax | 21 février 2014             | 0.54                                      | [ 11 ] |
| 8            | Evil for Evil            | Le Mal par le mal              | Cinemax | 28 février 2014             | 0.50                                      | [ 11 ] |
| 9            | Homecoming               | Retour au pays                 | Cinemax | 7 mars 2014                 | 0.46                                      | [ 11 ] |
| 10           | Bullets and Tears        | Des balles et des larmes       | Cinemax | 14 mars 2014                | 0.73                                      | [ 11 ] |

- Cette saison a été suivie en moyenne par 533 000 téléspectateurs.